# Az Adult Swim eredeti produkcióinak listája
Ez a cikk az Adult Swim eredeti sorozatait és filmjeit sorolja fel. Azokat is, amelyek ez adó számára készültek.

## Sorozatok
| Cím                                   | Sugárzás            | Leírás | Korhatár          |
| ------------------------------------- | ------------------- | --- | ----------------- |
| 12 oz. Mouse                          | 2005–2006           | 2006-ban ért véget 20 rész után. Az egyik epizódot az Adult Swim Video-n mutatták be. | TV-PG TV-14 TV-MA |
| Aqua Teen Hunger Force                | 2000 óta            | Az Adult Swim eddigi leghosszabb sorozata, valamint az egyetlen, amelyből egy mozifilm hosszúságú film is készült. 2011-től minden új évad alternatív címet kap. A sorozat reklámozása egyszer hatalmas botrányt okozott Bostonban. Eddig 10 évad készült belőle. | TV-PG TV-14 TV-MA |
| Assy McGee                            | 2006–2008           | 2008-ban ért véget 2 évad és 20 rész után. | TV-MA             |
| Baby Blues                            | 2002–2004           | Eredetileg a WB-n futott. 13 rész készült belőle. Néhány epizódot az Adult Swimen mutattak be először. 2004-ben a csatorna elvesztette a sugárzási jogokat, de 2009-ben újra megszerezte. | TV-PG TV-14       |
| A kertvárosi gettó (The Boondocks)    | 2005 óta            | A harmadik évad 2010-ben ért véget, de később berendelték a negyedik évadot, ami 20 részből állt, míg az első három csak 15-15 részt tartalmazott. | TV-14 TV-MA       |
| Black Dynamite                        | 2012 óta            | Carl Jones a vezető producer. Az Ars Nova Entertainment készíti. Az első évad 2012. szeptember 23-án véget ért, de berendelték a második évadot. | TV-14 TV-MA       |
| The Bob Clampett Show                 | 2001–2002           | Animációs Warner Bros.-rövidfilmek, amelyeket Bob Clampett rendezett. Innen ered a cím. Eredetileg a Cartoon Networkön adták. | TV-G              |
| The Brak Show                         | 2000–2003 2007      | A Space Ghost Coast to Coast spin-offja. 2003 decemberében 29 epizód után törölték, egyet pedig az Adult Swim Videon mutattak be 2007-ben. | TV-PG TV-14       |
| Cartoon Planet                        | 2005–2006           | Egy műsorblokk, a Space Ghost Coast to Coast spin-offja, ami humoros szkeccsek mellett mozis rövidfilmeket és olyan klasszikus rajzfilmműsorokat adott, amik a Cartoon Networkön is adtak. A Cartoon Network újraindította 2012-ben, mint programblokkot a klasszikus rajzfilmjeivel, de Space Ghost nélkül. | TV-G              |
| Check It Out! with Dr. Steve Brule    | 2010 óta            | A Tim and Eric Awesome Show, Great Job! spin-off-ja, a Dr. Steve Brule. nevű szereplőt kiemelve. A második évad 2012. április 22-én ért véget. | TV-14 TV-MA       |
| Childrens Hospital                    | 2010 óta            | Egy élőszereplős sorozat, amely a kórházi drámákat figurázza ki. A Warner Bros. készíti. | TV-14 TV-MA       |
| China, IL                             | 2011 óta            | A Brad Neely alkotta sorozatot 2011. október 2-án mutatták be. Egy szilveszteri különkiadást is leadtak belőle, december 29-én. | TV-14 TV-MA       |
| Delocated                             | 2008–2013           | 2013. március 7-én ért véget 30 rész után. | TV-PG TV-14       |
| The Drinky Crow Show                  | 2007–2009           | 2009. január 25-én ért véget 11 résszel. Series cancellation was confirmed in a Maakies comic. Not currently airing. | TV-MA             |
| Eagleheart                            | 2011 óta            | A sorozatot Conan O'Brien cége, a Conaco gyártja. Chris Elliott a főszereplő. A második évad 2012. június 28-án ért véget, de berendelték a harmadikat. | TV-14 TV-MA       |
| The Eric Andre Show                   | 2012 óta            | Eric André és Hannibal Buress által vezetett paródia talkshow. Eric Andre megerősítette a második évad készülését. | TV-14 TV-MA       |
| Fat Guy Stuck in Internet             | 2007–2008           | 2008. augusztuságban ért véget 10 résszel. Jelenleg nincs műsoron. | TV-14             |
| Frisky Dingo                          | 2006–2008           | 2008. március 23-án ért véget 25 résszel, DVD-n is megjelent. Jelenleg vasárnap este adják. | TV-14 TV-MA       |
| God, the Devil and Bob                | 2011                | Az NBC 2000-ben kaszálta a sorozatot, mindössze 4 részt leadva a 13-ból. A maradék epizódokat az Adult Swim adta le 2011. január 1-jétől. A teljes sorozat megjelent DVD-n. Jelenleg nincs műsoron | TV-14             |
| Harvey Birdman, Attorney at Law       | 2000–2007           | 2007. július 22-én ért véget 39 résszel. Az első 3 évada megjelent DVD-n is. Jelenleg nincs műsoron. | TV-PG TV-14       |
| The Heart, She Holler                 | 2011 óta            | 2011. november 1-jén mutatták be minisorozatként, később berendelték a második évadát is. | TV-MA             |
| Home Movies                           | 2002–2004           | Eredetileg a UPN adta. Az elkaszálása után Adult Swim vette át a sorozatot és készített hozzá új részeket. 2004 áprilisában ért véget 52 résszel, DVD-n is megjelent. | TV-PG TV-14       |
| Hot Package                           | 2012                | 2013 júniusában mutatták be. 6 rész készült el belőle. |                   |
| Loiter Squad                          | 2012 óta            | Egy alternatív szkeccsműsor az OFWGKTA (Odd Future Wolf Gang Kill Them All) hip-hop banda közreműködésével, amit Dimitry Elyashkevich és Jeff Tremaine készített a Dickhouse stúdióval. 2012. március 25-én mutatták be, majd később berendelték a második évadot is. | TV-14 TV-MA       |
| Lucy, the Daughter of the Devil       | 2005–2007           | Az 1. évad 2007. november 11-én ért meg, később egy rajongói oldal erősítette meg a sorozat elkaszálását. | TV-MA             |
| Mary Shelley's Frankenhole            | 2010–2012           | Egy stop-motion animációs sorozat Dino Stamatopoulos-tól, a Moral Orel készítőjétől. 2012. március 25-én mutatták be a második évadát, amivel végül kaszálva is lett a sorozat. | TV-14 TV-MA       |
| Metalocalypse                         | 2006–2013           | 2012. július 15-én ért véget a sorozat 4. évada. Brendon Small korábban azt mondta, hogy készül a sorozat ötödik évada is, de végül 2013. október 27-én egy különkiadással ért véget a sorozat. | TV-MA             |
| Minoriteam                            | 2005–2006           | 2006 júliusában ért véget, 20 részből áll. | TV-MA             |
| Mission Hill                          | 2002                | A WB 13 rész után elkaszálta. A teljes sorozat megjelent DVD-n. | TV-14             |
| Mongo Wrestling Alliance              | 2011                | A Metalocalypse társalkotója, Tommy Blacha készítette. 2011. július 31-én ért véget mindössze egy évad után. | TV-MA             |
| Moral Orel                            | 2005–2008           | 2008 decemberében ért véget 43 résszel, DVD-n is megjelent. 2012. november 19-én készül hozzá egy különkiadás. | TV-14 TV-MA       |
| Newsreaders                           | 2013                | A Childrens Hospital spin-offja, ami kitalált hírújság dolgozóiról szól. 2013. január 18-án mutatták be. | TV-14             |
| NTSF:SD:SUV::                         | 2011 óta            | A National Terrorism Strike Force: San Diego: Sport Utility Vehicle rövidítése. 2012. augusztus 9-én mutatták be a második évadát, később a harmadikat is berendelték. | TV-14             |
| The Oblongs                           | 2002                | Eredetileg a The WB tűzte műsorra, de 13 rész után elkaszálta. Angus Oblong 2009-ben jelentette be, hogy az Adult Swimen folytatódik a műsor. However, Adult Swim has offered no further statement of this (as of March 2012). Az első 13 rész DVD-n is megjelent. | TV-PG TV-14       |
| Off the Air                           | 2011 óta            | 2011. január 1-jén mutatták be az első részét, később az Adult Swim bejelentette, hogy további epizódok vannak készülőben. | TV-PG TV-14       |
| Perfect Hair Forever                  | 2004–2007           | A Space Ghost Coast to Coast közvetlen spin-offja. Az első évad 6 részből állt, és az alkotók eleinte nem voltak érdekeltek egy második évad elkészítésében. A második évad 16 részét az Adult Swim Video-n mutatták be 2007-ben, de a szolgáltatásból származó bevétel nem volt elegendő. A második évad 17. részét 2007 április 1-jén mutatták be a korábbi részekkel együtt; a sorozat bevezető része viszont csak az Adult Swim in a Box kiadványon jelent meg 2009. október 27-én. Jelenleg nincs műsoron | TV-14 TV-MA       |
| The Popeye Show                       | 2002–2005           | Klasszikus Popeye-rajzfilmek válogatása, amiket a többi műsor közti idő kitöltésére adtak. | TV-G              |
| Restless Bell                         | 2012                | 2012. szeptember 4-én mutatták be. | TV-14             |
| Rick és Morty (Rick and Morty)        | 2013–               | 2013-ban készített animációs sorozat, amely eddig 7 évadot élt meg. | TV-14             |
| The Rising Son                        | 2009                | 2009-ben ért véget 4 résszel. Jelenleg nincs műsoron. | TV-MA             |
| Robot Chicken                         | 2005 óta            | Jelenleg is fut. | TV-14 TV-MA       |
| Saul of the Mole Men                  | 2007                | 2007-ben ért véget 20 résszel. Jelenleg nincs műsoron. | TV-PG TV-14 TV-MA |
| Sealab 2021                           | 2000–2005           | Az Adult Swim saját gyártású animációs sorozata az 1972-es Hanna-Barbera sorozat, a Sealab 2020 alapján. 2005 áprilisában ért véget 52 résszel. Az első 4 évadot kiadták DVD-n. Jelenleg nincs műsoron. | TV-PG TV-14       |
| Soul Quest Overdrive                  | 2011                | Az Aqua Teen Hunger Force spin-offja David Cross, H. Jon Benjamin és Kristen Schaal főszereplésével. 2010-ben rendelték be 6 rész elejéig. The first 4 episodes premiered in Adult Swim's "DVR Theater" on May 24, 2011. A sorozat bevezető részét és egy másik epizódot végül nem mutatták be. A Mick, a focilabda hangját adó Gavin McInnes megerősítette, hogy a sorozatot elkaszálták. A műsor alkotói Matt Maiellaro és Dave Willis voltak.                                                               | TV-MA             |
| Space Ghost Coast to Coast            | 1994–2004 2006–2008 | Eredetileg a Cartoon Networkön vetítették, de átköltözött az Adult Swimre, az indulásakor. 2004 áprilisában befejezték 88 résszel, de 2006-tól újabb részeket gyártottak, így összesen 104 epizód lett. | TV-PG TV-14       |
| Squidbillies                          | 2005 óta            | A hetedik évad 2012. július 22-én került premierre. | TV-14 TV-MA       |
| Stroker and Hoop                      | 2004–2005           | 2005 decemberében ért véget 13 résszel. | TV-14 TV-MA       |
| Superjail!                            | 2007 óta            | A harmadik évad bemutatója 2012. szeptember 30-án volt. | TV-MA-V           |
| Tight Bros                            | NA                  | A sorozat alkotói Sam Johnson és Chris Marcil, akik a Beavis és Butthead és az Így jártam anyátokkal című sorozatokon is dolgoztak már. 10 darab 11 perces rész készült belőle. |                   |
| Tim and Eric Awesome Show, Great Job! | 2007–2010           | Az első öt évad DVD-n is megjelent. 2010. május 2-án ért véget, majd 2010. december 5-én kapott egy karácsonyi különkiadást Tim and Eric's Chrimbus Special címen. 2011-ben tervben volt egy film készítése is. Jelenleg hétköznap van műsoron. | TV-14 TV-MA       |
| Titan Maximum                         | 2009                | Az 1. évad 2009. november 22-én ésr véget és 2010. augusztus 10-én adták ki DVD-n. 2. évad végül nem készült | TV-14             |
| Tom Goes to the Mayor                 | 2004–2006           | A sorozat készítői, Tim Heidecker és Eric Wareheim Chicagoban jelentették be, hogy nem folytatják tovább a sorozatot, hogy jobban koncentrálhassanak az új szkeccsműsorukra, a Tim and Eric Awesome Show, Great Job!-re. 2006 szeptemberében ért véget 30 résszel. A teljes sorozat megjelent DVD-n 2007. április 3-án. Jelenleg nincs műsoron. | TV-PG TV-14 TV-MA |
| The Venture Bros.                     | 2003 óta            | Az első 4 évadot kiadták DVD-n, a 3. és 4. évadot pedig Blu-rayen is. | TV-PG TV-14 TV-MA |
| You're Whole                          | 2012                | Álismertető műsor Michael Ian Black főszereplésével. 2012. november 6-án mutatták be. More installments have been confirmed. | TV-14             |
| Your Pretty Face is Going to Hell     | 2011                | Dave Willis és készítette Casper Kelly, 2011 áprilisában került műsorra. |                   |
| Xavier: Renegade Angel                | 2007–2009           | 2009 áprilisában ért véget. Később kiderült az Adult Swim üzenőfalán, hogy a sorozatot kaszálták.. Az első 2 évad DVD-n is megjelent 2009. november 10-én. Jelenleg nincs műsoron. | TV-MA             |